# استلی هورن
استلی هورن (به لاتین: Stellihorn) یک کوه در سوئیس است که در کانتون وله واقع شده‌است. استلی هورن ۳٬۴۳۶ متر بالاتر از سطح دریا واقع شده‌است.